# Cypseloides
Cypseloides is een geslacht van vogels uit de familie gierzwaluwen (Apodidae).

## Soorten
Het geslacht kent de volgende soorten:
- Cypseloides cherriei  – Diadeemgierzwaluw
- Cypseloides cryptus  – Witkingierzwaluw
- Cypseloides fumigatus  – Rookbruine gierzwaluw
- Cypseloides lemosi  – Caucagierzwaluw
- Cypseloides niger  – Zwarte gierzwaluw
- Cypseloides rothschildi  – Grote roetgierzwaluw
- Cypseloides senex  – Roetgierzwaluw
- Cypseloides storeri  – Witvoorhoofdgierzwaluw